# Bogács
Bogács este un sat în districtul Mezőkövesd, județul Borsod-Abaúj-Zemplén, Ungaria, având o populație de 2.037 de locuitori (2011). 

## Demografie
Componența etnică a satului Bogács
     Maghiari (80,98%)
     Romi (17,18%)
     Germani (1,01%)
     Necunoscut (0,41%)
     Alții (0,41%)
Componența confesională a satului Bogács
     Romano-catolici (67,16%)
     Reformați (5,79%)
     Fără religie (5,65%)
     Necunoscută (20,42%)
     Alte religii (2,01%)
Conform recensământului din 2011, satul Bogács avea 2.037 de locuitori. Din punct de vedere etnic, majoritatea locuitorilor (80,98%) erau maghiari, existând și minorități de romi (17,18%) și germani (1,01%). Apartenența etnică nu este cunoscută în cazul a 0,41% din locuitori.  Din punct de vedere confesional, majoritatea locuitorilor (67,16%) erau romano-catolici, existând și minorități de reformați (5,79%) și persoane fără religie (5,65%). Pentru 20,42% din locuitori nu este cunoscută apartenența confesională.